# Karl Karlsson (motocrossförare)
Karl "Kalle" Karlsson, född 24 februari 1978, är en svensk motocrossförare som kör MX1 och MX3. Karlsson representerar MS Göta och Promo Suzuki. Han var svensk mästare år 2001 i 250-kubiksklassen samt 2005 och 2007 i MX1. Han tävlar sporadiskt i VM. 2007 körde han Sveriges deltävling i VM i MX3 på Svampabanan i Tomelilla och deltävlingen i MX1 i Uddevalla.